# Te Awamutu
Te Awamutu est une ville de la région de Waikato de l'Île du Nord de la Nouvelle-Zélande.

## Situation
C’est le siège du conseil du district de Waipa et elle sert de ville de service pour les communautés agricoles, qui l’entoure.
Te Awamutu est située à 30 km au sud de la ville d'Hamilton, sur le trajet de la route State Highway 3 /SH 3 (en), une des deux principales routes vers le sud partant d’Auckland vers Hamilton.

## Toponymie
Te Awamutu signifie : la rivière, qui coupe court (the river cut short), comme il est écrit à la fin de la section navigable de la rivière Mangapiko Stream.

## Histoire

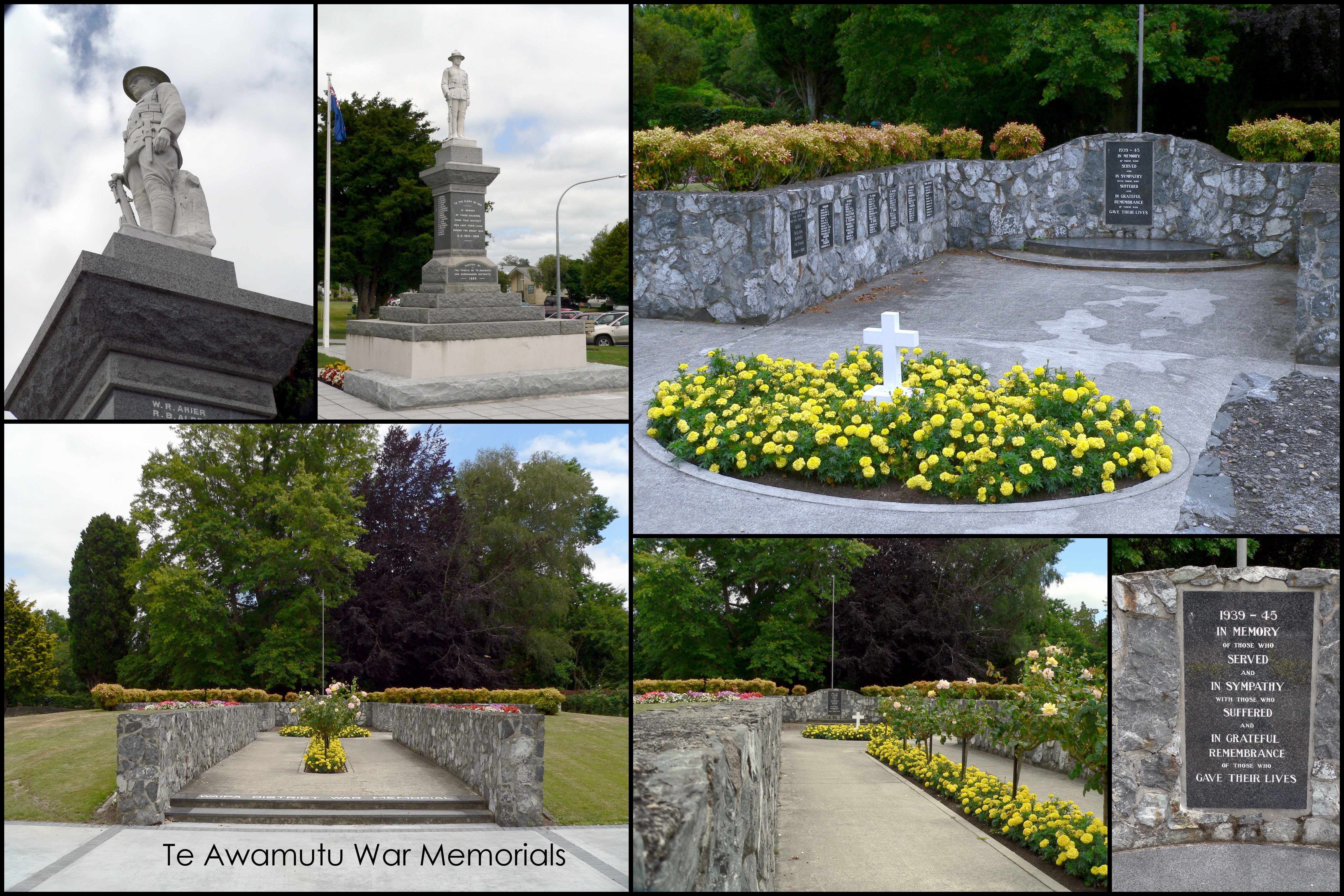
Monument aux morts de Te Awamutu

Les Tainui du peuple maori s’installèrent les premiers dans cette région vers les années 1450, selon les notes de l’historien Tainui : Te Hurinui-Jones.
Te Awamutu est le lieu de naissance du premier roi maori (mouvement du roi (en)), Potatau Te Wherowhero (décédé en 1860).
Les premiers missionnaires européens visitèrent la région dès 1834.
Un village de mission y fut installé par les missionnaires et les chrétiens maoris en Juillet 1839 après avoir observé les guerriers de Tainui qui étaient allés se battre à Rotorua, revenant avec 60 sacs à dos contenant des restes humains et qui procédèrent à leur cuisson pour un repas de cannibalisme ensuite dans le pa d’Otawhao.
Les missionnaires de la CMS établirent un commerce florissant et des écoles, qui se concentraient sur le développement des techniques de l’agriculture.
Les missionnaires introduisirent l'usage des récoltes de denrées européennes, telles que le blé, les pommes de terre et les pêches.
Ils fournirent des conseils et aussi des capitaux pour aider les Maoris locaux à installer des vergers et aussi huit moulins à farine, actifs dans une large zone.
Ils assistèrent les Maoris, en leur fournissant un meunier compétent pour faire fonctionner les moulins et pour apprendre aux Maoris la technique de la meunerie.
Durant les années 1850, la zone étendue prospéra, permettant d’envoyer les surplus de la production des fermes locales à Auckland.
Pendant une brève période, le blé produit fut même envoyé outremer.
Mais vers la fin des années 1850, les prix s’effondrèrent dans la mesure ou de la farine bon marché et d’autres denrées alimentaires étaient importées en grande quantité en provenance d’Australie.
Ceci causa un énorme ressentiment parmi les Maoris locaux, qui avaient fait croître l’utilisation du blé fournit pour le commerce.
Certains des Maoris les plus agressifs tels que Rewi Maniapoto (en) blâmèrent les missionnaires pour leurs influences négatives sur les tikanga (pratiques culturelles maories).
Il tenta de tuer le missionnaire local et incendia l’école de commerce et les autres bâtiments de la mission.
Les autres chrétiens maoris incitèrent alors les européens à quitter la région de Waikato car leur vie était en danger.
Te Awamutu fut un site majeur de l’hostilité durant les guerres maories du XIXe siècle, d’autant qu’elle servit de ville de garnison pour les troupes coloniales et pour les colons à partir de 1864.
Mais l’installation des européens recommença dès la conclusion des guerres maories en 1863–1865.

## Te Awamutu aujourd’hui
Le principal axe traversant la ville est Alexandra Street, nommée ainsi à cause du fait que c'est la principale route vers la ville d’Alexandra (maintenant renommée Pirongia pour éviter la confusion avec la ville d’Alexandra située dans l’Île du Sud).
La ville a une importante laiterie et sert de centre commercial pour l’industrie laitière locale.
Il est souvent fait référence à la ville de TE Awamutu comme « la ville Rose de Nouvelle-Zélande » à cause de ses jardins élaborés, formés de rosiers, situés dans le centre de la ville.
De nombreux commerces locaux utilisent le terme de Rosetown dans leur nom et le symbole de la rose est largement utilisé dans la signalisation locale et les panneaux d’affichage.
Le journal local, Te Awamutu Courier (en), a comme symbole une rose dans l’en-tête de sa première page.

## Toponymie
Te Awamutu signifie littéralement en anglais « la fin de la rivière ».

## Géographie
La ville est sur un terrain agréablement situé, tout près de la berge d’un affluent de la rivière Waipa.
La plaine de Waikato (en) s'étend au nord et à l’est, et le promontoire du mont Pirongia, est à 20 kilomètres à l’ouest et donc facilement visible.
À l’intérieur du centre-ville, il y a deux cours d’eau appelés Mangapiko et Mangaohoi Stream.
Le torrent Mangaohoi se termine en devenant un affluent de la rivière Mangapiko près du parc du mémorial.
La ville est tout près des volcans éteints nommés le mont Kakepuku (en) et le Mont Pirongia (mais il y a d’autres volcans issus de la zone volcanique du groupe des volcans d’Alexandra (en)).
Le mont qui est aussi situé à proximité est le Maungatautari (en), un autre cône de volcan éteint, qui est maintenant le site du plus grand projet écologique de restauration de la nature de Nouvelle-Zélande.
Les autres villes autour de Te Awamutu comprennent Cambridge située à 25 kilomètres vers le nord-est, Otorohanga à 30 kilomètres vers le sud-ouest, et Raglan à 50 kilomètres vers le nord-ouest.
La petite ville de Kihikihi est aussi juste au sud de Te Awamutu.

## Démographie
La ville avait une population de 10 305 habitants lors du recensement néo-zélandais de 2013 mais avec la ville de Kihikihi et la zone rurale environnante, la population totale est d’environ 14 000 résidents.

## Culture
Le Musée de Te Awamutu fut établi en1935.
Le musée présente un certain nombre d’expositions permanentes centrées sur l’histoire de la région de Te Awamutu et de la zone environnante.
Il y a aussi des expositions intitulées Everyone is here, centrées sur les frères Tim et Neil Finn, et aussi sur les personnes natives de Te Awamutu, de la bande de Split Enz et plus tard de Crowded House. La ville fut mentionnée dans la chanson de 1986 Mean To Me (en), et aussi dans la chanson plus ancienne de Haul Away.
Le musée contient un des plus fameux artefacts du début du peuple maori, et en particulier un grand poteau sculpté connu simplement comme le Te Uenuku (en).
Cette sculpture impressionnante a causé beaucoup de controverses à cause de son style, qui est nettement différent des nombreux travaux maoris primitifs, mais est maintenant clairement considérée comme de conception maorie.

## Installations et attractions
Te Awamutu est localisée sur la route SH3, une des routes majeures utilisées par les touristes dans l'île du Nord de la Nouvelle-Zélande.
La ville a trois grands supermarchés, un revendeur d’électronique au détail, et un centre sportif bien équipé pour les loisirs.

## Résidents notables
La ville est bien connue pour ses résidents comme les frères Finn : Tim (en) et Neil, dont la carrière musicale s’est étendue à partir de leur participation au groupe Split Enz jusqu'à l'audience internationale avec le succès de leur chanson Crowded House jusqu'à leurs solos actuels et leurs travaux collaboratifs.
La ville est mentionnée dans la chanson de Split Enz Haul Away, et aussi dans la chanson Crowded House de 1986 Mean To Me (en), le single du début de leur album Crowded House (album) (en).
Le musicien Spencer P. Jones (en) de (The Beasts of Bourbon, Paul Kelly et The Coloured Girls) est né à Te Awamutu.
Le réalisateur de Film et le double de Bilbo dans la série des Hobbits de Peter Jackson's : Hayden J. Weal est aussi né et a grandi à Te Awamutu.